# 东北最高行政委员会
东北最高行政委员会，或称东北行政委员会，是大日本帝国于九一八事变后在中国东北地区扶植的傀儡机构，以策划满洲国的建立。
1932年2月16日，关东军召集奉天省长臧式毅、吉林省长熙洽、黑龙江省长张景惠以及马占山四人在沈阳召开了“建国会议”第一次会议，即“四巨头会议”。会议决定成立东北最高行政委员会。17日，“建国会议”第二次会议举行，决定任命张景惠为委员长，臧式毅、熙洽、马占山、汤玉麟、齐默特色木丕勒、凌升为委员。18日，东北最高行政委员会发表声明宣布“东北省区完全独立”，不过汤玉麟、齐默特色木丕勒、凌升未出席会议，马占山托病回到海伦而没有签字。
2月25日，东北最高行政委员会决议新成立的国家国号为“满洲国”，年号为“大同”，国家元首称为“执政”，国旗为红蓝白黑满地黄五色旗，首都设在新京（今长春市）。3月1日满洲国正式成立，东北最高行政委员会随即撤销。